# Església vella (Santa Eulàlia de Puig-oriol)
L'Església vella és un edifici del segle x al veïnat de Santa Eulàlia de Puig-oriol (municipi de Lluçà). De fet és una antiga capella lateral i l'únic restant de la desapareguda primera església del poble. Es fa servir com a capella del cementiri. D'estil romànic, està inclosa a l'Inventari del Patrimoni Arquitectònic de Catalunya.

## Descripció
L'edifici es troba al cementiri del poble. Consta d'una nau coberta amb volta de canó. La façana principal es troba a ponent i s'obre una porta allindada feta amb grans carreus de pedra i sobre la llinda hi ha un petit arc de descarrega. La teulada és a dues vessants amb el carener perpendicular a la façana. L'aparell és de carreus de grans dimensions, simplement trencats i disposats desordenadament.

## Història
Les primeres notícies documentals d'aquesta església daten del 905, quan apareix com a sufragània de la parròquia de Santa Maria de Lluçà. L'església va patir greus desperfectes en els terratrèmols del 1428 i per això va ser refeta l'any 1435. Al final del segle xix, Santa Eulàlia va aconseguir la independència de Santa Maria de Lluçà i es va convertir en parròquia però en aquell moment ja feia temps que l'edifici romànic s'havia abandonat i des del segle xviii s'havia construït –i ampliat el 1855– una església nova més a prop del nucli nou, uns sis cents metres més a l'est de l'església vella.
El 1996 coincidint amb les obres d'ampliació del nombre de nínxols del cementiri es van descobrir unes restes arqueològiques de l'antiga església: unes murs d'un metre de gruix que es perllongaven fins a la capelleta del cementiri, únic vestigi en peu de l'antic edifici medieval.